# ライブリポート
『ライブリポート』（Line of Duty）は、2019年のイギリス・アメリカ合衆国のクライム・スリラー映画。監督はスティーヴン・C・ミラー、出演はアーロン・エッカートとコートニー・イートンなど。主演のエッカートが製作総指揮も務めている。

## ストーリー
ある日、1人の少女が誘拐されるという事件が発生する。その後、警察のもとに透明の箱に閉じ込められて泣き叫ぶ少女の映像と共に、「64分後に娘は死ぬ」という犯人からのメッセージが届いた。
事件を捜査する警察官のペニーは、その過程でニュース配信サイトの女性リポーターのエイヴァと出会う。彼女はペニーに捜査の協力を申し出る代わりに、捜査に同行し、その様子を生配信することを求める。
映像は瞬く間にSNSで拡散され、視聴者から次々と情報が寄せられるが、正しい情報と誤った情報が錯綜、さらに思わぬ展開を見せる。

## キャスト
※括弧内は日本語吹替
- フランク・ペニー: アーロン・エッカート（てらそままさき）

警察官。バスケ選手に詳しい。事件を通してエイヴァと関わる。当初は立場の違いなどからエイヴァと馴染めなかったが次第に打ち解け、連携で危機を乗り越えるようになる。
- エイヴァ・ブルックス: コートニー・イートン（潘めぐみ）

10代の少女。ニュース配信サイトの女性リポーター。ペニーと関わるようになる。
- ディーン・ケラー: ベン・マッケンジー（関口雄吾）

容疑者。兄弟と妹がいる。
- トム・ヴォルク: ジャンカルロ・エスポジート（佐々木省三）

バーミングハムの警察署長。娘がいる。
- クローヴァー: ジェシカ・ルー（英語版）

エイヴァの友人。
- ルース・カーター: ディナ・メイヤー（新井笙子）
- ユジーン - アデ・オイェフェソ

## 作品の評価
Rotten Tomatoesによれば、17件の評論のうち高評価は59%にあたる10件で、平均点は10点満点中4.9点となっている。
Metacriticによれば、5件の評論の全てが賛否混在で、平均点は100点満点中50点となっている。